# Sophie Turner
Sophie Belinda Turner (Northampton, Inglaterra, 21 de febrero de 1996) es una actriz británica, conocida por interpretar a Sansa Stark en la serie de HBO Juego de tronos y a Jean Grey/Fénix en las películas de 20th Century Fox X-Men: Apocalipsis y Dark Phoenix.

## Biografía
Nació en Northampton, Inglaterra, y es hija de Andrew, quien trabaja en una compañía de distribución de palé, y de Sally, una profesora de parvulario. Su familia se trasladó a Warwick cuando ella tenía dos años. Allí estudió en la escuela primaria hasta que cumplió once años y, más tarde, entró en la Kings High School para cursar la secundaria. Su interés por la interpretación la llevó a integrarse desde muy joven en un grupo de teatro local. Tiene dos hermanos mayores.

## Carrera profesional
Con apenas trece años, en 2009, superó el casting de la serie de la cadena HBO, Juego de tronos donde obtuvo el papel de Sansa Stark, la mayor de las hijas de la Casa Stark. Su profesor de teatro la animó a realizar la audición para el papel. Para ello, se tiñó el cabello de rojo para adaptarse a la descripción del personaje en las novelas de Canción de hielo y fuego, en las que se basa la serie. Su trabajo le valió varias nominaciones del Sindicato de Actores de Cine a la mejor actriz de reparto en una serie dramática (2011, 2012 y 2014), así como una nominación a mejor actriz joven de reparto de televisión en los Premios Artista Joven del año 2013.
Asentada en su rol televisivo, en 2013 debutó en el cine protagonizando junto a Jonathan Rhys Meyers, la película Mi otro yo dirigida por Isabel Coixet y basada en la novela Another Me de Catherine MacPhail. Este mismo año participó también el telefilme The Thirteenth Tale donde interpretó el papel de Adeline March. También narró en la versión audiolibro la novela corta de Lev Grossman The Girl in the Mirror, incluida en la antología Mujeres peligrosas, editada por George R. R. Martin y Gardner Dozois. En octubre de 2013, Turner fue fichada para la película de comedia Barely Lethal, junto a la actriz estadounidense Hailee Steinfeld. Esta película se estrenó el 29 de mayo de 2015.
El 22 de enero de 2015, Turner se unió al elenco principal de la película X-Men: Apocalipsis como Jean Grey, que tuvo su estreno el 27 de mayo de 2016. Turner aprendió tiro con arco durante la preparación del papel. En teoría, según explicaba ella misma, sería un simple hobby del personaje, pero finalmente dicha práctica no tuvo ninguna relevancia.
En 2018 se estrenó la película Josie, donde interpreta a la protagonista. En septiembre de 2019, Turner participó en la serie televisión de suspenso Survive donde interpretó el personaje de Jane.

## Vida personal
Turner comenzó una relación con el cantante Joe Jonas en 2016, comprometiéndose con él en octubre de 2017. Se casaron el 1 de mayo de 2019, después de los Billboard Music Awards 2019, en una sencilla boda en Las Vegas oficiada por un imitador de Elvis Presley. Una segunda ceremonia con familiares y amigos tuvo lugar en el Chateau Tourreau, en Provenza, Francia. El 6 de septiembre de 2023, Turner y Jonas anunciaron su divorcio en sus cuentas de Instagram.
En febrero de 2020 se confirmó su primer embarazo. El 22 de julio de 2020 la pareja le dio la bienvenida a su primera hija, Willa Jonas. En febrero de 2022 se confirmó que estaban esperando su segundo bebé. Su segunda hija Delphine Jonas nació el 5 de julio de 2022.
En noviembre de 2023 comenzó una relación con el aristócrata inglés Peregrine Pearson, hijo de Michael Pearson, cuarto vizconde de Cowdray. La pareja se separó en abril de 2025.

## Filmografía

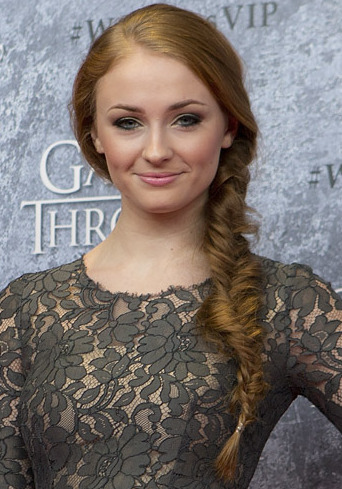
Sophie Turner en la presentación de la tercera temporada de Game of Throne en 2013

### Televisión
| Año       | Series                         | Personaje                         | Notas                    | ref    |
| --------- | ------------------------------ | --------------------------------- | ------------------------ | ------ |
| 2011-2019 | Game of Thrones                | Sansa Stark                       | Elenco principal         | [ 22 ] |
| 2013      | The Thirteenth Tale            | Adeline March/Vida                | Película para Televisión | [ 23 ] |
| 2020      | Survive                        | Jane                              | Principal (12 episodios) | [ 24 ] |
| 2020      | Home Movie: The Princess Bride | Westley                           | Episodioː The Fire Swamp | [ 25 ] |
| 2021      | The Prince                     | Princesa Charlotte de Gales (voz) | Principal                | [ 26 ] |
| 2021      | Jonas Brothers Family Roast    | Ella misma                        | Especial de Netflix      | [ 27 ] |
| 2022      | The Staircase                  | Margaret Ratliff                  | HBO                      | [ 28 ] |
| 2024      | Joan                           | Joan Hannington                   | Papel principal          |        |

### Cine
| Año  | Películas              | Personaje       | Notas        | ref           |
| ---- | ---------------------- | --------------- | ------------ | ------------- |
| 2013 | Another me             | Fay Delussey    | Protagonista | [ 29 ]        |
| 2015 | Barely Lethal          | Heather         | Protagonista | [ 31 ]        |
| 2016 | X-Men: Apocalipsis     | Jean Grey/Fénix | Protagonista | [ 33 ]        |
| 2017 | Alone                  | Penelope        |              | [ 34 ]        |
| 2017 | Josie                  | Josie           |              |               |
| 2018 | Time Freak             | Debbie          |              |               |
| 2019 | Dark Phoenix           | Jean Grey/Fénix | Protagonista | [ 35 ] [ 36 ] |
| 2019 | Heavy                  | Maddie          |              | [ 37 ]        |
| 2022 | Broken Soldier         | Penelope        |              |               |
| 2022 | Do Revenge             | Erica Norman    | Netflix      |               |
| 2022 | Storybots: Answer Time | Lady Eleanor    |              |               |

### Videos musicales
| Año  | Artista        | Canción             | Ref    |
| ---- | -------------- | ------------------- | ------ |
| 2013 | Bastille       | Oblivion            | [ 22 ] |
| 2019 | Jonas Brothers | Sucker              | [ 38 ] |
| 2020 | Jonas Brothers | What A Man Gotta Do |        |

## Premios y nominaciones
| Año  | Premio                 | Categoría                                                                                   | Trabajo            | Resultado | ref    |
| ---- | ---------------------- | ------------------------------------------------------------------------------------------- | ------------------ | --------- | ------ |
| 2011 | Screen Actors Guild    | Mejor reparto de televisión - Drama (compartido con el elenco principal de Game of Thrones) | Game of Thrones    | Nominada  | [ 39 ] |
| 2011 | Scream Awards          | Mejor reparto (compartido con el elenco principal de Game of Thrones)                       | Game of Thrones    | Nominada  | [ 40 ] |
| 2012 | Young Artist Award     | Mejor Actuación en una Serie de televisión - Actriz joven                                   | Game of Thrones    | Nominada  | [ 41 ] |
| 2013 | Screen Actors Guild    | Mejor reparto de televisión - Drama (compartido con el elenco principal de Game of Thrones) | Game of Thrones    | Nominada  | [ 42 ] |
| 2014 | Screen Actors Guild    | Mejor reparto de televisión - Drama (compartido con el elenco principal de Game of Thrones) | Game of Thrones    | Nominada  | [ 43 ] |
| 2015 | Empire Hero Award      | Mejor reparto (compartido con el elenco principal de Game of Thrones)                       | Game of Thrones    | Ganadora  | [ 45 ] |
| 2015 | EWwy Award             | Mejor Actriz Dramática                                                                      | Game of Thrones    | Nominada  | [ 46 ] |
| 2015 | Screen Actors Guild    | Mejor reparto de televisión - Drama (compartido con el elenco principal de Game of Thrones) | Game of Thrones    | Nominada  | [ 47 ] |
| 2016 | Huading Awards         | Mejor Actriz Global                                                                         | Game of Thrones    | Ganadora  | [ 48 ] |
| 2016 | Glamour Awards         | Mejor Actriz de Reino Unido                                                                 | Game of Thrones    | Ganadora  | [ 49 ] |
| 2016 | Venice International   | Premio Internacional de Cine                                                                | Game of Thrones    | Ganadora  |        |
| 2016 | EWwy Award             | Mejor Actriz Dramática                                                                      | Game of Thrones    | Ganadora  | [ 50 ] |
| 2016 | Screen Actors Guild    | Mejor reparto de televisión - Drama (compartido con el elenco principal de Game of Thrones) | Game of Thrones    | Nominada  | [ 51 ] |
| 2017 | Kids Choice Awards     | Equipo favorito                                                                             | X-Men: Apocalipsis | Nominada  | [ 52 ] |
| 2017 | Screen Actors Guild    | Mejor reparto de televisión - Drama (compartido con el elenco principal de Game of Thrones) | Game of Thrones    | Nominada  |        |
| 2019 | Premios Saturn         | Mejor actriz de reparto en televisión                                                       | Game of Thrones    | Nominada  | [ 53 ] |
| 2019 | Premios Primetime Emmy | Mejor actriz de reparto - Serie dramática                                                   | Game of Thrones    | Nominada  | [ 54 ] |
| 2019 | Teen Choice Awards     | Mejor actriz de película de ciencia ficción / fantasía                                      | Dark Phoenix       | Nominada  | [ 55 ] |